# Mondaí
Mondaí là một đô thị thuộc bang Santa Catarina, Brasil. Đô thị này có diện tích 235 km², dân số năm 2007 là 9126 người, mật độ 41,3 người/km².